# Meng Ao
Meng Ao (gestorben um 240 v. Chr.) war ein chinesischer Würdenträger und Feldherr. Er diente den Königen von Qin.

## Leben
Obwohl er ursprünglich aus dem Reich Qi stammte, zog Meng Ao nach Qin, um sich dem dort regierenden König Zhaoxiang als Gefolgsmann anzubieten. Bald erlangte er den Titel eines Ministers.
Nachdem er um 250/249 v. Chr. zum General ernannt worden war, führte er mehrere Feldzüge für das Königreich Qin durch. Er nahm die Städte Chenggao und Xingyang ein und etablierte damit die Provinz Sanchuan. Laut Überlieferungen führte er bis ca. 240 v. Chr. Armeen gegen die Reiche Han, Zhao und Wei und eroberte insgesamt 70 Städte. Wenig später verstarb er.
Meng Ao war Vater von Meng Wu, der  ebenfalls ein hoher Offizier wurde, und Großvater der beiden Brüder Meng Tian und Meng Yi, die Würdenträger unter dem ersten Kaiser Qin Shihuangdi waren.